# Argyroxiphium
Argyroxiphium je rod rostlin z čeledi hvězdnicovité. Jsou to nevětvené nebo řídce větvené keře s hustou růžicí úzce mečovitých listů a úbory květů v bohatých, latovitých nebo hroznovitých květenstvích. Vyskytují se v počtu 6 druhů výhradně na Havajských ostrovech, kde rostou ve vyšších polohách až do nadmořské výšky 3750 metrů. Nejrozšířenějším a také nejznámějším druhem je Argyroxiphium sandwicense, rostlina dobře adaptovaná na drsné klima vysokých poloh tropických hor.

## Popis
Zástupci rodu Argyroxiphium jsou vytrvalé, přímé nebo i poléhavé keře s přízemní nebo vrcholovou růžicí listů. Rostliny jsou buď nevětvené a monokarpické, nebo řídce větvené a polykarpické. Listy jsou úzké, až 40 cm dlouhé, uspořádané v husté šroubovici nebo řidčeji v přeslenech, zelené a olysalé nebo hustě pokryté stříbřitými vločkovitými chlupy. Žilnatina je tvořena 5 až 11 paralelními žilkami. Hlávky jsou uspořádané v bohatých, hroznovitých nebo latovitých květenstvích. Většinou mají na okraji jazykovité květy (v počtu až 45), řidčeji jsou složené pouze z trubkovitých květů. Počet zákrovních listenů odpovídá počtu jazykovitých květů. Květy jsou bílé, žluté, vínově červené až purpurové. Paprsčité květy mají páskovitou, 3 až 25 mm dlouhou ligulu. Trubkovitých květů je asi 30 až 600 a jsou 3 až 8 mm dlouhé. Nažky jsou 4 až 15 mm dlouhé, opatřené šupinovitým lemem.

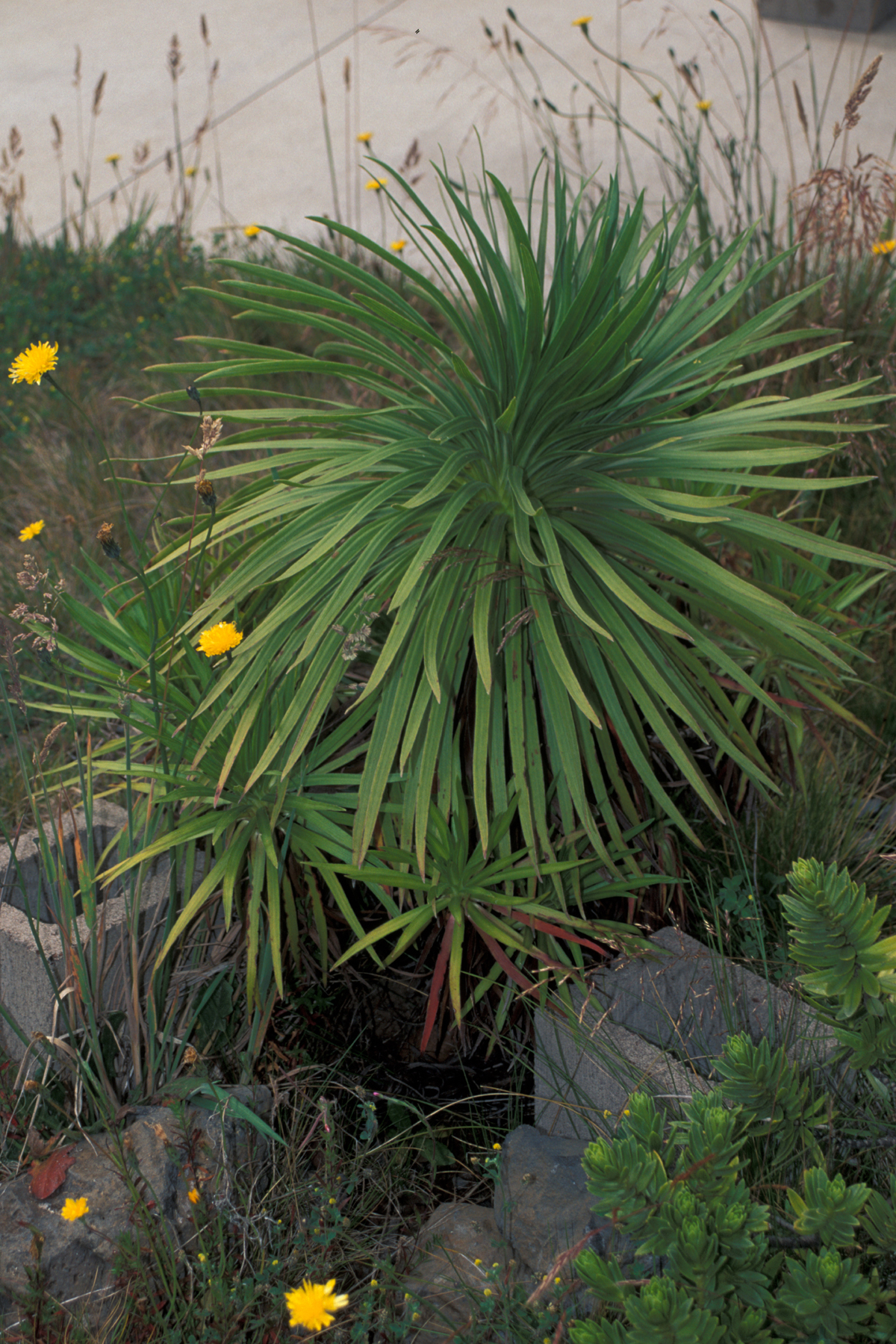
Listová růžice Argyroxiphium grayanum
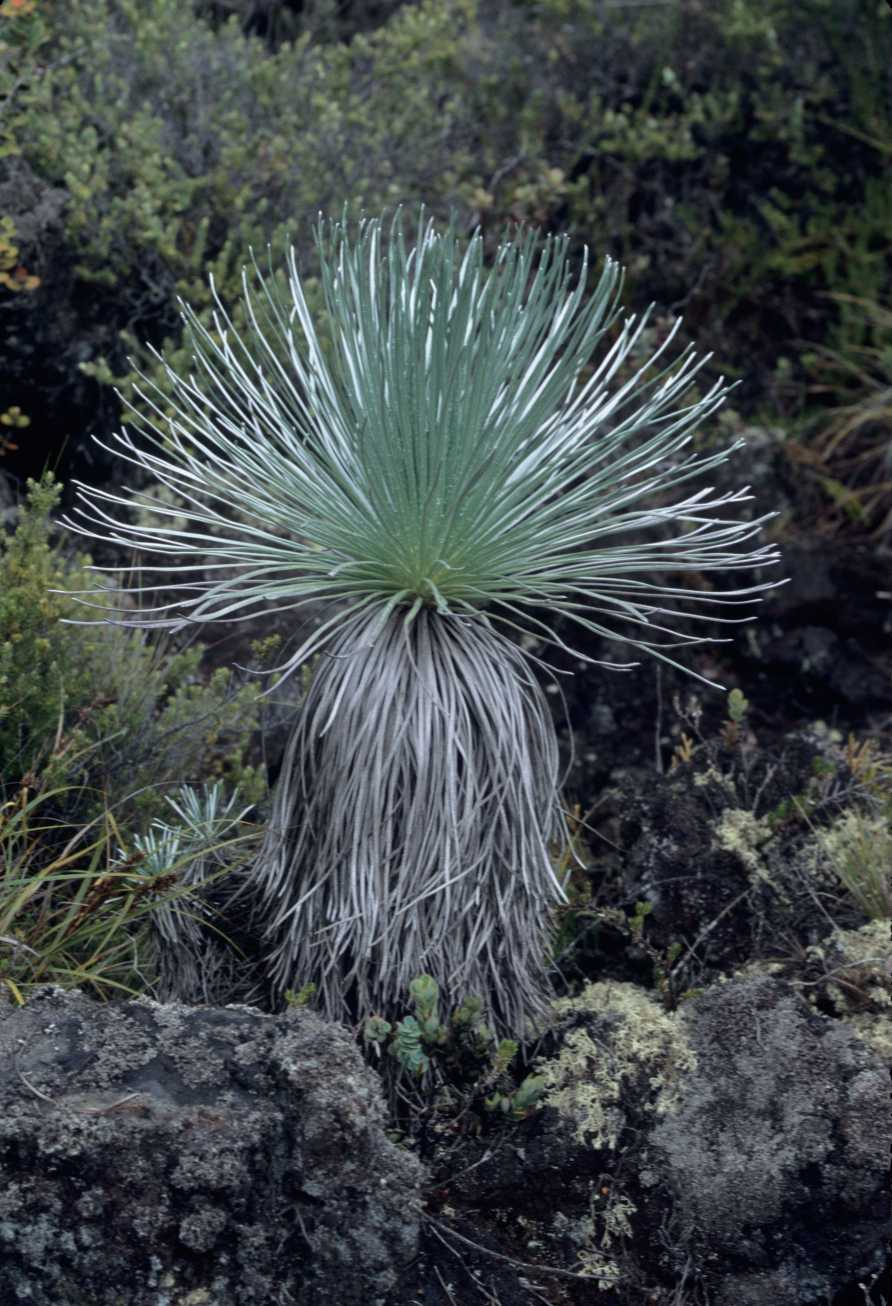
A. kauense
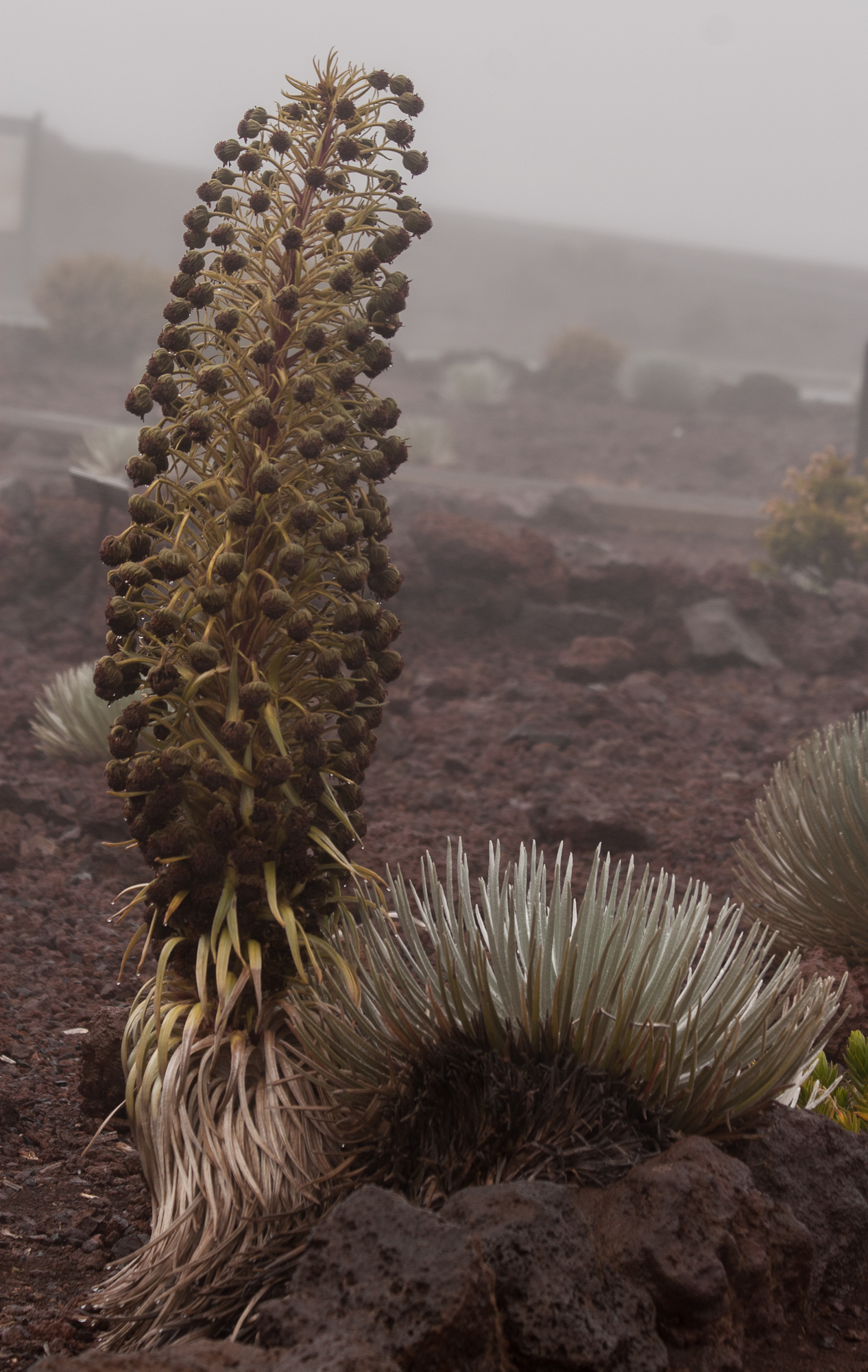
Odkvetlý a odumírající exemplář A. sandwicense
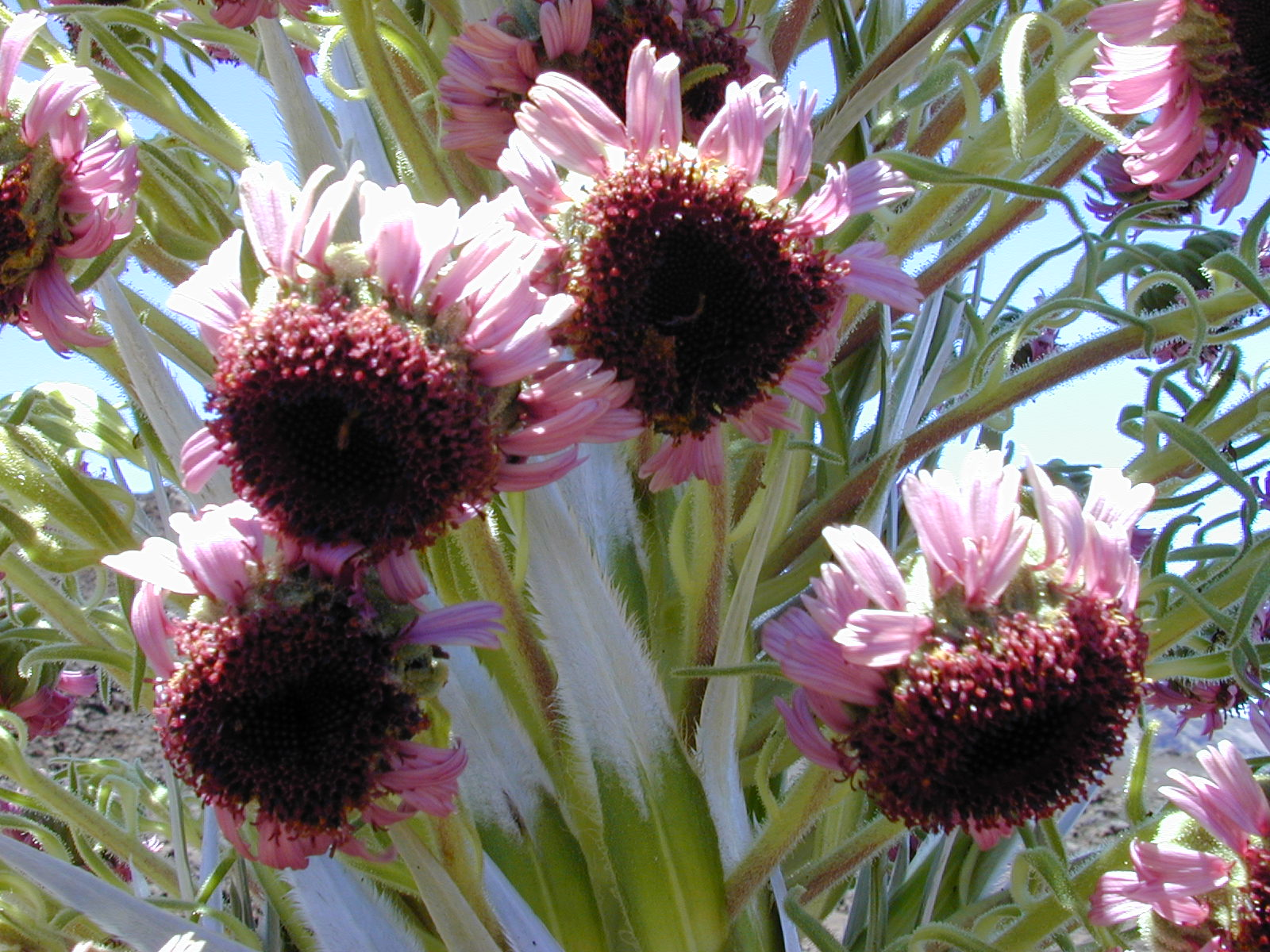
Detail květů A. sandwicense subsp. macrocephalum

## Rozšíření
Rod obsahuje 6 druhů. Je rozšířen výhradně na Havajských ostrovech Havaj a Maui. Většina druhů jsou endemity pouze jediného ostrova, na obou ostrovech roste ve 2 poddruzích A. sandwicense. Zástupci rodu rostou v nadmořských výškách od 1200 do 3750 metrů, přičemž nejvyšších nadm. výšek dosahuje druh A. sandwicense.

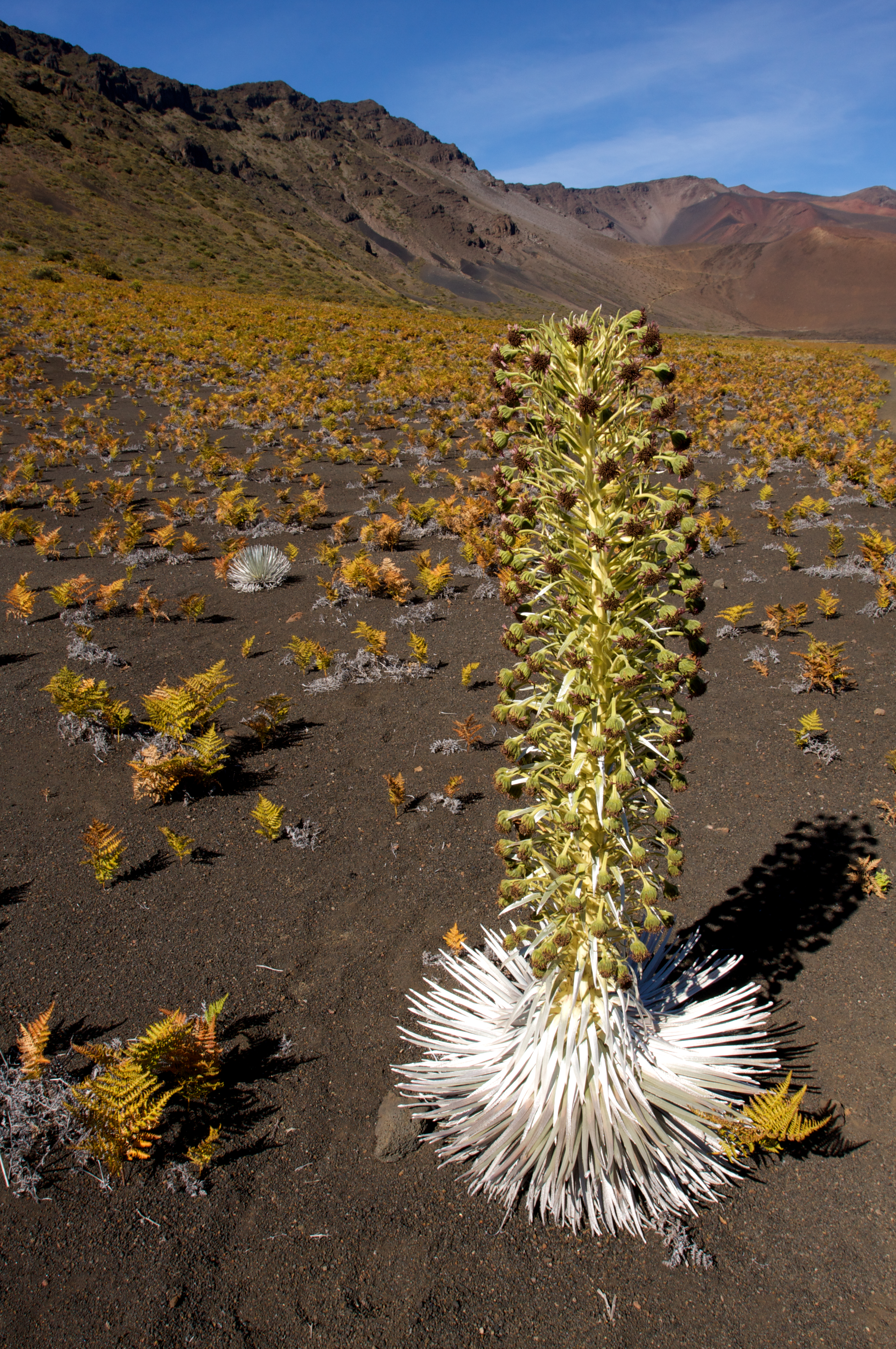
A. sandwicense v alpínském bezlesí na Havaji

## Ekologické interakce
Rostliny rodu Argyroxiphium jsou na Havajských ostrovech výrazným prvkem alpínské vegetace nad hranicí lesa. Zejména druhy A. sandwicense a A. kauense jsou dobře adaptovány na drsné podmínky vysokých poloh tropických hor, zahrnující silné oslunění, nedostatek vláhy, celoročně nízké průměrné teploty a v nejvyšších polohách i častý pokles nočních teplot pod bod mrazu. Adaptace se projevuje zejména mohutným vzrůstem, hustými růžicemi listů chránícími růstový vrchol a ochlupeným povrchem rostlin jako ochrana před nadměrným osluněním. Nepřítomnost býložravců umožňuje v těchto oblastech rozvoj velkých a dužnatých listů. Zbývající druhy rostou v nadmořských výškách do 2400 metrů, zpravidla na vlhkých, mlžných stanovištích.
Podobnou životní formu jako zástupci rodu Argyroxiphium mají i nepříbuzné rostliny z podobných stanovišť v jiných částech světa, jako jsou klejovky (Espeletia) v jihoamerických Andách, plesnivky (Anaphalis) v Indonésii nebo lobelky (Lobelia) a starčeky (Senecio) v horách tropické Afriky.
Některé druhy jsou monokarpické, po několika letech života vykvétají a po vyplození odumírají. Patří mezi ně např. vysokohorský druh A. sandwicense, který vykvétá po 8 až 20 letech.
Dozrávajícími semeny A. sandwicense se živí housenky endemické můry Rhynchephestia rhabdotis a larvy mouchy Tephritis cratericola, které snižují násadu semen.

## Taxonomie
Rod Argyroxiphium je v rámci čeledi hvězdnicovité řazen do podčeledi Asteroideae, tribu Heliantheae a subtribu Madiinae. Nejblíže příbuznými rody jsou Dubautia a Wilkesia, které jsou rovněž havajskými endemity. Má se za to, že tato skupina rodů je výsledkem adaptivní radiace z jediného předka, který se na havajské ostrovy dostal před dávnou dobou dálkovým přenosem. Vzdálenost k nejbližší americké pevnině je asi 3800 kilometrů. Adaptací na různé stanovištní podmínky se tyto rostliny vzhledově i ekologicky velmi rozrůznily. Jsou mezi nimi polštářové rostliny, polokeře, keř, stromy, monokarpické rostliny s nevětveným kmenem a růžicí listů a dokonce i liána (Dubautia latifolia). Rostou v suchých i vlhkých lesích, křovinách, bažinách i alpínské poušti. K diverzifikaci zřejmě přispěla cizosprašnost rostlin, snadná hybridizace mezi různě adaptovanými genotypy a také vulkanická činnost narušující stabilní společenstva a vytvářející prostor pro další speciaci. Nejblíže příbuzné další rody, řazené rovněž do subtribu Madiinae, se vyskytují na tichomořském pobřeží Severní Ameriky (zejména v Kalifornii), kde rostou převážně jako jednoletky na suchých stanovištích.